# Celama ancipitatis
Celama ancipitatis är en fjärilsart som beskrevs av Otto Staudinger 1971. Celama ancipitatis ingår i släktet Celama och familjen trågspinnare. Inga underarter finns listade i Catalogue of Life.